# Hans Girtzig
Hans Girtzig (ur. 23 kwietnia 1905 w Berlinie, data i miejsce śmierci nieznane) – uczestnik akcji T4, członek personelu obozu zagłady w Bełżcu i obozu pracy w Poniatowej, po wojnie ze względu na zły stan zdrowia uniknął osądzenia.

## Życiorys
Urodził się w Berlinie. Brak informacji na temat jego życia osobistego i zawodowego przed II wojną światową. Wiadomo, że po jej wybuchu został przydzielony do personelu akcji T4, czyli tajnego programu eksterminacji osób psychicznie chorych i niepełnosprawnych umysłowo. Jako pracownik kantyny służył w „ośrodkach eutanazji” w Grafeneck, Hadamarze i Hartheim.
Podobnie jak wielu innych weteranów akcji T4 został przeniesiony do okupowanej Polski, aby wziąć udział w eksterminacji Żydów. W połowie 1942 roku rozpoczął służbę w obozie zagłady w Bełżcu. Był jednym z esesmanów sprawujących nadzór nad „śluzą”, czyli specjalnym korytarzem, którym pędzono ofiary z rozbieralni w obozie I do komór gazowych w obozie II. Ponadto nadzorował więźniarskie komanda, które pracowały w obozie I. Przez pewien czas był zatrudniony w obozowej administracji.
Wczesnym latem 1943 roku obóz w Bełżcu uległ likwidacji. Girtzig został wówczas przeniesiony do obozu pracy dla Żydów w Poniatowej. Po zakończeniu wojny powrócił do rodzimego Berlina.
W 1959 roku Centrala Badania Zbrodni Narodowosocjalistycznych w Ludwigsburgu wszczęła śledztwo w sprawie zbrodni popełnionych w Bełżcu. Girtzig jako jeden z dziewięciu podejrzanych został tymczasowo aresztowany. Ze względu na fakt, iż cierpiał na stwardnienie rozsiane, prowadzone przeciwko niemu postępowanie zostało jednak umorzone.